# Corredor verde de las dos Bahías
El corredor verde Dos Bahías es un camino que une el parque natural Bahía de Cádiz (Atlántico) con el Paraje Natural Marismas del Río Palmones (Mediterráneo) pasando por el parque natural de Los Alcornocales. Su trazado transcurre principalmente por cañadas de la provincia de Cádiz.

## Secciones
Tiene 93 kilómetros, que se dividen en cuatro tramos que se pueden hacer a pie en una jornada:
- 1.er tramo: Puerto Real - Ventorrillo el Carbón
- 2.º tramo: Ventorrillo el Carbón - Embalse del Celemín
- 3.er tramo: Embalse del Celemín - Montera del Torero
- 4.º tramo: Montera del Torero - Marismas de Palmones

En 2020 se realizan obras para adecuarlo a ciclismo.